# Multimedia Messaging Service
Pour les articles homonymes, voir MMS.
 (avril 2025).
Le MMS (de l'anglais : Multimedia Messaging Service, en français : « service de messagerie multimédia »), est un système d'émission et de réception de messages multimédia pour la téléphonie mobile.
Il étend les capacités des SMS, qui sont limités à 160 caractères, et permet notamment de transmettre des photos, des enregistrements audio ainsi que de la vidéo. L'arrivée des MMS sur le marché français de la téléphonie a eu lieu en 2002.

## Description technique
Un message MMS est constitué par l'émetteur de façon similaire à un courrier électronique avec pièces jointes (MIME). Un MMS est composé de texte et d'un ou plusieurs fichiers binaires joints (optionnels) qui peuvent être encapsulés aux formats MIME et/ou SMIL[réf. nécessaire].
Le message est alors envoyé en mode différé à un serveur de l'opérateur, appelé plateforme MMSC. La plateforme détermine si le destinataire est équipé d'un terminal permettant de recevoir des MMS. Si c'est le cas, le message est placé de façon temporaire sur un serveur HTTP. Puis le MMSC envoie un SMS de notification au destinataire, contenant l'URL qui permet d'accéder au MMS. Le terminal du récepteur peut enfin accéder au MMS via son client WAP ou via les protocoles « data » (mode paquet) des réseaux mobiles 3G et 4G.
Si le terminal du destinataire n'est pas compatible MMS, le message est en général consultable sur le web, l'adresse URL étant indiquée dans un SMS envoyé au destinataire.
Le mécanisme de stockage dans le MMSC est indifférent au mode de communication utilisé : GSM (en commutation de circuit CSD ou en mode paquet GPRS, ce dernier mode étant plus rapide), EDGE, la 3G (UMTS) / 3G+ (HSUPA pour l'émission, HSDPA pour la réception) ou le LTE.
Le poids maximum d'un MMS est limité et varie suivant les opérateurs. En France, les opérateurs permettent d'envoyer des MMS d'une taille jusqu'à 600 ko[réf. nécessaire].

## Commercialisation
En France, le MMS commence à être commercialisé en 2002. Il est accompagné, de déclarations très enthousiastes sur son potentiel en Suisse et en Allemagne.

En France, le démarrage est en réalité relativement timide ; le Baromètre ARCEP-CREDOC note en, 2004, que :
« Si l'envoi de SMS+ semble en panne, les MMS semblent mieux se porter. Ces messages contenant des images ou de la musique gagnent du terrain : en 2003, 8 % des possesseurs de téléphone mobile avaient déjà envoyé un MMS ; en 2004, 11 % sont dans ce cas. La progression n'est pas spectaculaire, mais elle témoigne d'un certain dynamisme. »
Le graphique qui aurait dû être présenté ici ne peut pas être affiché car il utilise l'ancienne extension Graph, désactivée pour des questions de sécurité. Des indications pour créer un nouveau graphique avec la nouvelle extension Chart sont disponibles ici.

Source Open-data Arcep 2022

## Usage dans le marketing
Après l'expérience positive du SMS, les départements marketing des entreprises ont développé et exploité des nouvelles possibilités avec le MMS.
Des campagnes de communication via MMS ont été lancées en 2006 par Gruyère Switzerland et Peugeot.
Les Chemins de fer fédéraux suisses ont lancé en 2007, un service de billetterie Service MobileTicket des Chemins de fer fédéraux suisses où l'utilisateur après inscription sur internet et paiement, reçoit son billet de train par MMS et doit présenter son téléphone portable au contrôleur du train.
En outre, des systèmes de gestion de contenu (CMS) connectent le monde mobile du MMS et proposent diverses applications destinées aux entreprises.

## Chiffres
- 2007. Selon l'ARCEP, 19,2 milliards de SMS/MMS ont été envoyés en France[7].
- 2008. Selon l'ARCEP, 34,8 milliards de SMS/MMS ont été envoyés [réf. nécessaire].